# Impulse Airlines
 (novembre 2019).

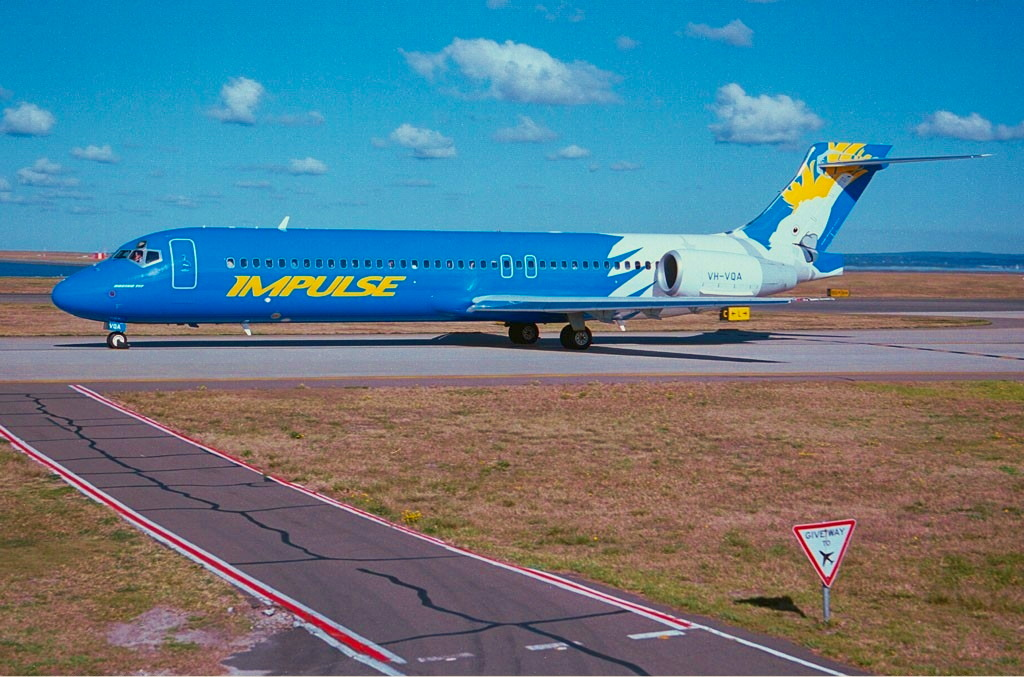

Impulse Airlines était une compagnie aérienne indépendante en Australie qui a exploité des services régionaux et à bas prix entre 1992 et 2004. Elle a été acquise par Qantas en 2001 et a ensuite constitué la base de la compagnie aérienne à bas prix Jetstar de Qantas. La compagnie aérienne avait son siège social sur le terrain de l'aéroport de Sydney à Mascot.

## Flotte
- 8 Boeing 717-200
- 13 Beechcraft 1900D